# 유해섬

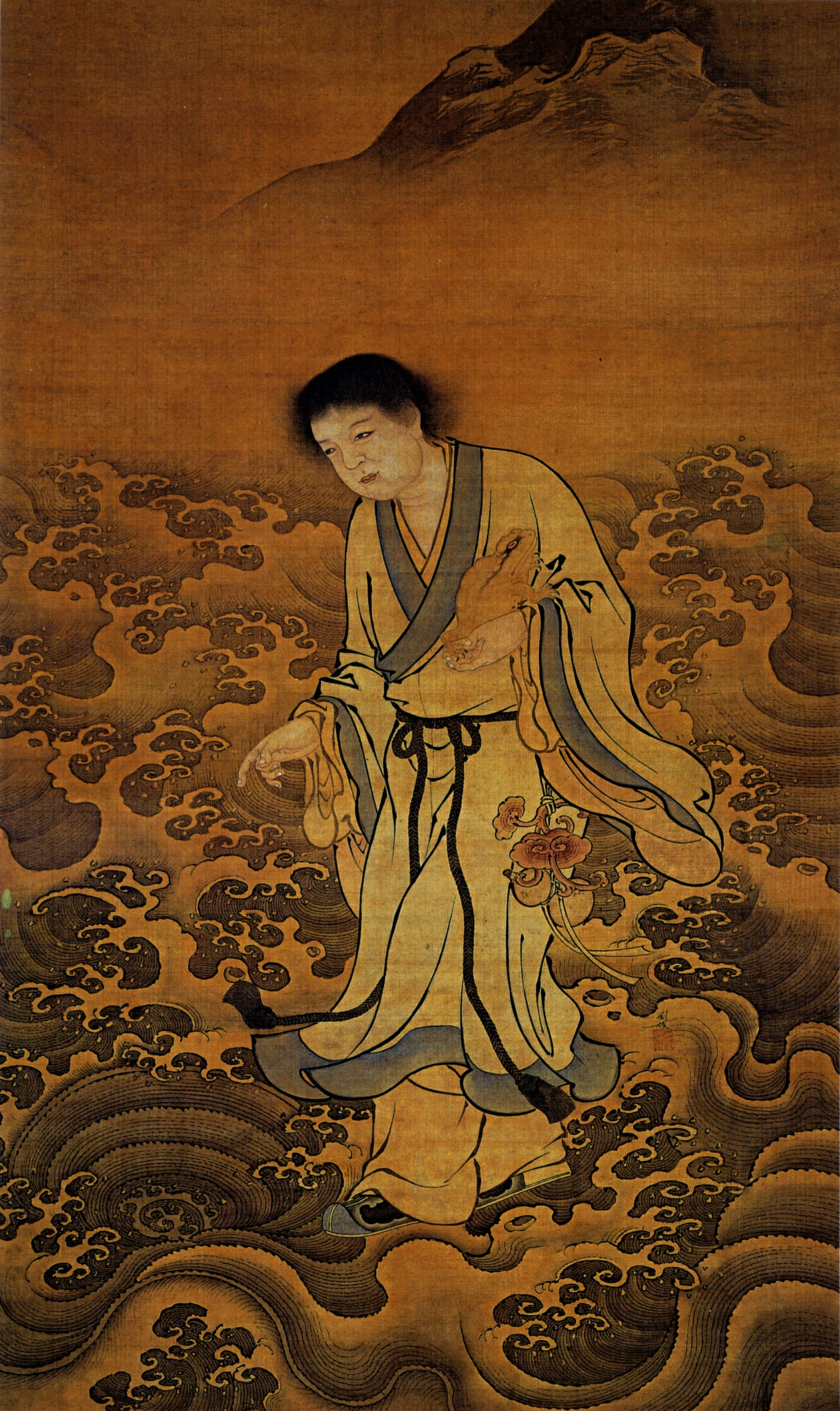

유해섬(劉海蟾,Liu Haichan) 또는 해섬자(海蟾子)는 중국 오호십육국시대 전조의 유연(劉淵) 및 유현영(劉玄英) 그리고 유총(劉聰) 및 위(魏)시대의 실존 인물과 관련있다고 여겨지는 도교(Taoism) 사람으로 전설적인 선인(仙人,xian)으로 일컬어졌다.   '초월자'(transcendent) 또는 '불멸자'(immortal)로 언급되는 선인으로 전진교(全眞道)의  또는 전진오양(全眞五祖)중 한명으로 여겨지기도하며 내단술(内丹術)인 연금술의 대가로 묘사된다. 유해섬(劉海蟾)은 다른 도교 초월자들, 특히 여덟 불멸자(팔선八仙) 중 두 명인 종리권(鍾離權,Zhongli Quan) 그리고 여동빈(吕洞賓,Lü Dongbin)과 관련이 있다고 전해진다. 중국과 한국 그리고 일본의 전통 예술은 종종 해섬자(海蟾子)를 둥글고 사각형 구멍이있는 동전인 엽전(葉錢)과 신화적인 세 다리가 달린 두꺼비인 삼족섬(三足蟾) 또는 달의 정령인 섬여(蟾蜍)와 함께 표현했다. 현재는 금섬(金蟾) 즉 '돈 두꺼비'라고 불리며 유해섬은 '부'(富)의 화신으로 추앙된다.

## 하마도
하마(蝦蟆,두꺼비)가 나오는 그림은 중국,일본 등에서도 회자되며 우리나라에서는 역시 해섬자海蟾子)가 함께 등장하는 조선시대 심사정의 <하마선인도>(蝦蟆仙人圖),<선인도해도>(仙人渡海圖)가 전해지고 있으며 그리고 이정의 <두꺼비를 탄 신선>(기섬도騎蟾圖)이라는 작품도 유명하다.

## 같이 보기
- 은혜 갚은 두꺼비
- 항아
- 삼족오